# Kevin Serna
Kevin Steven Serna Jaramillo (Popayán, 22 dicembre 1997) è un calciatore colombiano, attaccante del Fluminense.

## Caratteristiche tecniche
È un'ala destra.

## Carriera
Ha iniziato a giocare a calcio nel settore giovanile del Madero per poi trasferirsi in Portogallo dove ha giocato con Perafita e Serzedo. Nel 2019 è stato acquistato dallo Sp. Luqueño, con cui ha debuttato nel calcio professionistico il 17 aprile 2019 nell'incontro di División Profesional perso 2-0 contro l'Olimpia. Ha segnato il suo primo gol il 3 novembre seguente, decidendo la partita di campionato vinta 1-0 sempre contro l'Olimpia.
Nel 2021 è stato acquistato dal Los Chankas, club di seconda divisione peruviana. Dopo una buona stagione in cui ha realizzato 10 reti in 22 incontri è stato acquistato dall'ADT militante in Liga 1. Con i biancoblù ha giocato due stagioni da titolare in cui ha messo a segno 15 reti in 70 partite prima di venire acquistato dall'Alianza Lima ad inizio 2024.
Il 22 luglio seguente ha firmato un contratto di tre anni e mezzo con il Fluminense.

## Statistiche

### Presenze e reti nei club
Statistiche aggiornate al 24 gennaio 2025.
| Stagione           | Squadra            | Campionato         | Campionato | Campionato | Coppe nazionali | Coppe nazionali | Coppe nazionali | Coppe continentali | Coppe continentali | Coppe continentali | Altre coppe | Altre coppe | Altre coppe | Totale | Totale | Totale |
| Stagione           | Squadra            | Comp               | Pres       | Reti       | Comp            | Pres            | Reti            | Comp               | Pres               | Reti               | Comp        | Pres        | Reti        | Pres   | Reti   |        |
| ------------------ | ------------------ | ------------------ | ---------- | ---------- | --------------- | --------------- | --------------- | ------------------ | ------------------ | ------------------ | ----------- | ----------- | ----------- | ------ | ------ | ------ |
| 2019               | Sp. Luqueño        | PD                 | 4          | 1          | CP              | 0               | 0               | -                  | -                  | -                  | -           | -           | -           | 4      | 1      |        |
| 2020               | Sp. Luqueño        | PD                 | 16         | 0          | CP              | 0               | 0               | CS                 | 0                  | 0                  | -           | -           | -           | 16     | 0      |        |
| Totale Sp. Luqueño | Totale Sp. Luqueño | Totale Sp. Luqueño | 20         | 1          |                 | 0               | 0               |                    | 0                  | 0                  |             | -           | -           | 20     | 1      |        |
| 2021               | Los Chankas        | SD                 | 22         | 10         | CP              | 0               | 0               | -                  | -                  | -                  | -           | -           | -           | 22     | 10     |        |
| 2022               | ADT                | L1                 | 34         | 9          | CP              | 0               | 0               | -                  | -                  | -                  | -           | -           | -           | 34     | 9      |        |
| 2023               | ADT                | L1                 | 36         | 6          | CP              | 0               | 0               | -                  | -                  | -                  | -           | -           | -           | 36     | 6      |        |
| Totale ADT         | Totale ADT         | Totale ADT         | 70         | 15         |                 | 0               | 0               |                    | -                  | -                  |             | -           | -           | 70     | 15     |        |
| 2024               | Alianza Lima       | L1                 | 17         | 1          | CP              | 0               | 0               | CL                 | 6                  | 2                  | -           | -           | -           | 23     | 3      |        |
| 2024               | Fluminense         | A/RJ+A             | 0+16       | 0+3        | CB              | 2               | 0               | CL                 | 3                  | 0                  | -           | -           | -           | 21     | 3      |        |
| Totale carriera    | Totale carriera    | Totale carriera    | 145        | 30         |                 | 2               | 0               |                    | 9                  | 2                  |             | -           | -           | 156    | 32     |        |